# Terrain vague (film)
Pour les articles homonymes, voir Terrain vague.
Pour plus de détails, voir Fiche technique et Distribution.
Terrain vague est un film franco-italien réalisé par Marcel Carné, sorti en 1960.

## Synopsis
Prologue : Marcel, petit délinquant récidiviste, de dix-sept ans est placé en centre d'éducation surveillée pour mineurs.
Autour de HLM parisiens tout juste construits s'étendent des terrains vagues et des friches industrielles servant de refuge à des jeunes gens qui fuient l'ennui insondable de la vie de famille en banlieue. Le jeune Babar est admis dans une bande dirigée par Dan, fille aux allures de garçon manquée. Il subit l'initiation par le saut dans le vide avec les yeux bandés puis l'épreuve du partage du sang. Babar choisit de partager son sang avec Dan. De petits larcins au Prisunic revendus à Big Chief, vendeur de surplus américain et receleur, permettent de rares loisirs. 
Mais Marcel, échappé du centre, rejoint la bande et propose de réaliser un gros coup lucratif, le vol de la recette d'un grand garage. Dan refuse de verser dans la grande délinquance et est mise au ban par Marcel qui a pris l'ascendant sur le groupe. La réalisation du plan de Marcel nécessite la complicité de Lucky qui travaille comme pompiste dans le garage. Babar parle du projet à Dan, qui tente en vain de dissuader Marcel.
Le soir prévu, le coup échoue car Lucky n'est pas au rendez-vous dans le garage. La bande l'accuse de trahison et décide de lui faire la peau, tandis Babar est accusé d'être un « donneur » pour avoir informé Dan. En fuite de leur domicile, Lucky et Dan se cachent dans le dépôt du receleur Big Chief, où ils découvrent leur amour récirpoque. La bande harcèle Babar de plus en plus brutalement pour qu'il indique où se trouve Lucky ...

## Fiche technique
- Titre : Terrain vague
- Réalisation : Marcel Carné
- Scénario : Henri Jeanson, d'après le roman Tomboy de Hall Ellson
- Adaptation : Marcel Carné et Henri-François Rey
- Dialogue : Henri-François Rey
- Assistants réalisateur : Michel Ayats et Alain Jessua
- Photographie : Claude Renoir
- Opérateur : Gilbert Chain
- Musique : Michel Legrand et Francis Lemarque, orchestrée et dirigée par Michel Legrand
- Décors : Paul Bertrand, assisté de Roger Briaucourt
- Montage : Henri Rust et Marguerite Renoir
- Costumes : Mayo et Lucilla Mussini
- Chef de production : Louis Dolivet
- Directeur de production : Paul Temps
- Régisseur général : Jean Pieuchot
- Script-girl : Odette Lemarchand
- Maquillage : Monique Archambault
- Photographe : Manuel Litran
- Son : Jacques Carrère
- Sociétés de production : Films Rive Gauche, Gray Film et Jolly Film
- Société de distribution : Cinédis
- Pays de production :  France,  Italie
- Tournage à Paris-Studios-Cinéma de Billancourt
- Tirage : Laboratoire Franay L.T.C Saint-Cloud
- Effets spéciaux : LAX
- Système sonore Western Electric
- Durée : 102 minutes
- Genre : Film dramatique
- Date de sortie : 9 novembre 1960
- Visa d'exploitation : 23.354

## Distribution
- Danièle Gaubert : Danièle, Dan, la meneuse de la bande
- Roland Lesaffre : Big Chief, le vendeur de surplus américain et receleur
- Maurice Caffarelli : Lucky, jeune pompiste de la bande et amoureux de Dan
- Constantin Andrieu : Marcel, le jeune délinquant récidiviste
- Jean-Louis Bras : Babar, le jeune qui entre dans la bande
- Dominique Dieudonné : Le râleur, un jeune de la bande
- Denise Vernac : La mère de Marcel devant le juge des mineurs
- François Nocher
- Alfonso Mathis : Hans, le garagiste et ami de Marcel
- Pierre Richard
- Georges Wilson : Maître J.Royer le juge des mineurs
- Dominique Davray : La mère de Dan
- Simone Berthier : La mère de Babar
- Pierre Collet : Le père de Lucky
- Claudine Auger : La vendeuse du Prisunic qui crie Au voleur
- Dominique Lépinay
- Pierre Parel
- Anne Béranger
- Gib Grossac : L'annonceur du spectacle à la fête foraine
- Georgette Peyron
- Jacques Berger
- Jacques Galland : Le gérant du Prisunic
- Jacques Mancier : Le père de Babar
- Charles Bayard : Un badaud à Prisunic
- Louisette Rousseau : Une femme à Prisunic

## Autour du film
- Le film a été mal reçu par la critique, qui a jugé la distribution faible, et la direction d'acteurs trop convenue et stéréotypée.
- L'intrigue évoque de très près celle de La Fureur de vivre (la relation amoureuse entre un jeune homme et l'égérie d'une bande de voyous qui veulent sa peau). Le trio formé par Dan, Lucky et Babar recopie celui interprété par Natalie Wood, James Dean et Sal Mineo dans le film de Nicholas Ray.
- À l'actif du film, cependant, le fait que celui-ci ait été le premier à traiter de thèmes alors tout nouveaux comme le phénomène des blousons noirs et la pathologie sociale liée aux grands ensembles.